# Meyzieu

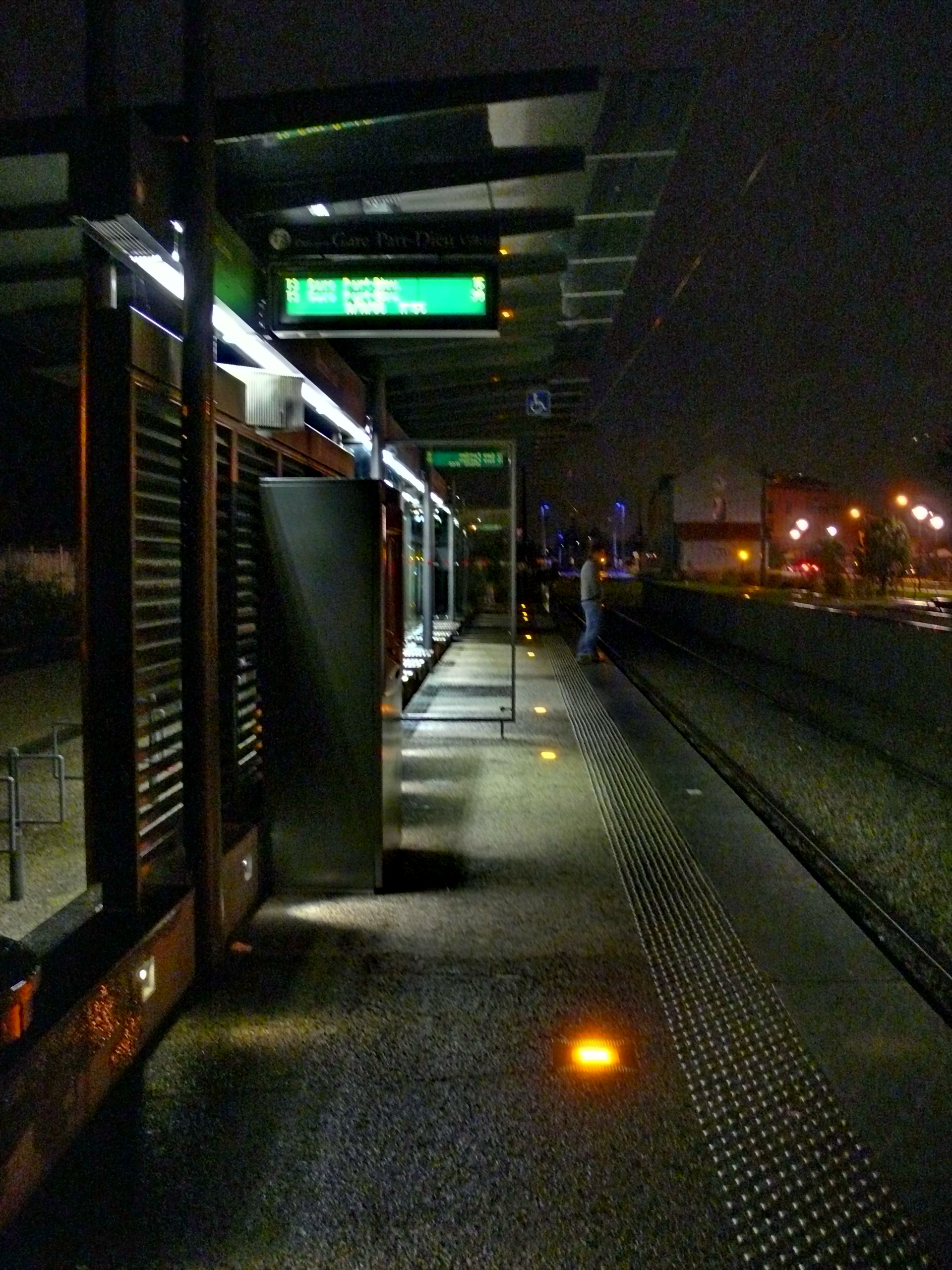
Dworzec kolejowy nocą w Meyzieu, 2009

Meyzieu – miejscowość i gmina we Francji, w regionie Owernia-Rodan-Alpy, w departamencie Rodan.
Według danych na rok 1990 gminę zamieszkiwało 28 077 osób, a gęstość zaludnienia wynosiła 1220 osób/km² (wśród 2880 gmin regionu Rodan-Alpy Meyzieu plasuje się na 24. miejscu pod względem liczby ludności, natomiast pod względem powierzchni na miejscu 393.).